# National Freeway 4 (Taiwan)
De National Freeway 4 (Chinees: 國道4號) is een autosnelweg in Taiwan. De snelweg is 28 kilometer lang en vormt een ringweg om Taichung. De autosnelweg werd geopend in 2001.
National Freeway 1 ·
National Freeway 2 ·
National Freeway 3 ·
National Freeway 3A ·
National Freeway 4 ·
National Freeway 5 ·
National Freeway 6 ·
National Freeway 7 ·
National Freeway 8 ·
National Freeway 10